# Степанов, Николай Фёдорович
Никола́й Фёдорович Степа́нов (21 сентября 1934, Москва — 18 мая 2025) — советский и российский химик, специалист в области квантовой химии.
Заслуженный деятель науки Российской Федерации (1999).

## Биография
Родился 21 сентября 1934 года в г. Москве в семье Фёдора Васильевича и Нины Николаевны Степановых. Отец - инженер-полковник, работал в Научно-исследовательском институте Главного автобронетанкового управления армии в Кубинке и занимался проблемами прочности танковой стали. Детство Н. Ф. Степанова пришлось на годы Великой Отечественной войны. В это время у отца от напряжённой работы открылась язва желудка, и в 1943 году он ушёл из жизни. Н. Ф. Степанов учился в кубинской средней общеобразовательной школе № 1, которую закончил в 1953 году, и в том же году поступил в Московский государственный университет им. М.В. Ломоносова. Окончил кафедру аналитической химии химического факультета МГУ в 1957 году, занимался разработкой нового аналитического метода определения титана, основанного на образовании флуоресцирующего комплекса с кверцетином. Примечательно, что кверцетин для исследования получали из обычной луковой шелухи.
Однако в аспирантуру Николай Фёдорович поступал уже к В. М. Татевскому, на кафедру физической химии. В основном В. М. Татевский в то время занимался квантовомеханическим доказательством возможности разбиения на отдельные фрагменты свойств молекул. Тематика же работы Н. Ф. Степанова была связана с расчётами конденсированных ароматических систем (нафталина, антрацена, фенантрена и т. д.) по методу свободного электрона. В 1962 году защитил кандидатскую диссертацию, посвящённую квантово-механическому обоснованию и методике построения аддитивных схем для оценки термодинамических и других физико-химических свойств веществ. Защита проходила в Ленинградском государственном университете (ЛГУ).
Интересно мнение Н. Ф. Степанова касательно критики В. М. Татевским теории резонанса. Как считает Н. Ф. Степанов, В. М. Татевский критиковал скорее последующие вариации теории, нежели первоначальную идею Л. Полинга. Л. Полинг ввёл канонические структуры как своеобразные крайние точки, в которых можно определять некоторые предельные характеристики системы, а истинное состояние будет чем-то средним между ними. Некоторые же его последователи трактовали эту мысль как существование постоянных мгновенных переключений между этими каноническими структурами, с чем В. М. Татевский уже не соглашался. По свидетельству Н. Ф. Степанова, разговаривавшего с самим Л. Полингом, автор теории резонанса абсолютно не был против критики В. М. Татевского.
После аспирантуры Н. Ф. Степанов был старшим инженером, младшим и старшим научным сотрудником.
В 1967—1968 годах был на стажировке в Уппсальском университете у Пер-Улофа Лёвдина (sv:Per-Olov Löwdin), одного из основателей современных квантохимических методов расчёта молекулярных систем. Н. Ф. Степанов занимался оптимизацией техники расчётов по методу приведённой резольвенты, в частности, построением теории возмущений в рамках этой техники.
В 1980 году Н. Ф. Степанов защитил докторскую диссертацию на тему «Разделение переменных в молекулярных задачах».
Стал профессором кафедры физической химии химического факультета МГУ в 1984 году, а в 1987 году организовал и возглавил лабораторию строения и квантовой механики молекул.

## Научная деятельность
В область научных интересов Н. Ф. Степанова входят создание и разработка теоретических основ описания возбуждённых электронных состояний малоатомных молекул, проведение прецизионных неэмпирических расчётов молекулярных постоянных и радиационных характеристик молекул. Большая часть работ касается теории разделения и моделирования внутримолекулярных движений и переходов, теории обратной спектральной задачи, методов исследования корреляционных эффектов и резонансных состояний молекул, молекулярных комплексов. Под его руководством создан уникальный ряд программ для проведения неэмпирических квантово-химических расчётов, на базе которого были получены молекулярные константы некоторых малоатомных молекул, необходимых для расчёта состава высокотемпературных паров. В ходе расчётов в различных состояниях простых молекул впервые исследованы эффекты электронной нежёсткости, проявляющиеся в существенной перестройке электронной структуры при достаточно малых изменениях геометрической конфигурации молекул, в частности, при колебательном или вращательном возбуждении. На основе метода Хартри-Фока-Рутана, совместно с В. М. Татевским и С. С. Яровым, дано обоснование приближённой эквивалентности структурных элементов одного вида в разных молекулах, классификации атомов и их групп и методов расчёта свойств молекул на основе классической теории химического строения и классификации квантовомеханических интегралов в рядах молекул.
Под руководством Н. Ф. Степанова ведутся работы по анализу временной эволюции молекул в возбуждённых электронно-колебательных состояниях, имеющие фундаментальное значение для понимания механизмов химических реакций. Активно проводятся расчёты основных характеристик колебательной предиссоциации ван-дер-ваальсовых комплексов благородных газов с двухатомными молекулами, что существенно для развития теории химической кинетики. Под его руководством были начаты работы по изучению структуры колебательно-вращательных состояний и уровней энергии неорганических нежёстких молекул типа цианидов щелочных металлов, по исследованию особенностей поведения структурно-нежёстких молекул и определению силовых полей молекул на базе предложенного и развитого им совместно с сотрудниками метода согласования для многоатомных молекул. При непосредственном участии Н. Ф. Степанова проведены обширные расчёты термодинамических и других физико-химических свойств многоатомных молекул, направленные на поиск соединений, наиболее перспективных для практического использования, в том числе в качестве топлив. Им был развит математический аппарат расчётных методов, применяемых для подобных целей, сформулированы основные принципы и критерии построения расчётных схем различных приближений. Всего Н. Ф. Степановым было опубликовано более 300 научных работ.
В настоящее время является научным руководителем фундаментальных исследований по созданию базы данных радиационных характеристик двухатомных молекул.
Подготовил около 30 кандидатов наук, из которых 5 защитили докторские диссертации.

## Преподавательская деятельность
Читает оригинальные курсы лекций по квантовой механике молекул, квантовой химии и строению молекул. Читал курсы лекций по квантовой химии и строению молекул в других вузах страны (Иркутский и Марийский университеты) и за рубежом (Япония, Индия, Польша).

## Награды и звания
- Медаль «В ознаменование 100-летия со дня рождения Владимира Ильича Ленина» (1970);
- Действительный член РАЕН (1990);
- Заслуженный профессор Московского университета (1998);
- Заслуженный деятель науки Российской Федерации (1999) — за заслуги в научной деятельности[6];
- Премия Президента Российской Федерации в области образования (2001) — «За создание на базе новейших достижений современной физики интегрированной системы высшего химического образования для учебных заведений высшего профессионального образования»[7].

Работы Н. Ф. Степанова дважды отмечались премиями Минвуза СССР.
Член ВХО им. Д. И. Менделеева, член Ассоциации теоретической органической химии РФ.
Ответственный секретарь редколлегии «Журнала физической химии». Член редколлегий «Химической энциклопедии», «Координационной химии», «International Journal of Quantum Chemistry», реферативного журнала «Химия», Соросовского образовательного журнала.

## Основные труды
- Н. Ф. Степанов, М. Е. Ерлыкина, Г. Г. Филиппов. Методы линейной алгебры в физической химии. — Москва: Издательство Московского университета, 1976. — С. 360.[8]
- Н. Г. Рамбиди , Н. Ф. Степанов, А. И. Дементьев. Квантовомеханические расчёты двухатомных молекул. — М. : [б. и.], 1979. — 111 с.
- Н. Ф. Степанов, В. И. Пупышев. Квантовая механика молекул и квантовая химия. — Издательство Московского университета Москва, 1991. — С. 384.[9]
- Н. Ф. Степанов. Квантовая механика и квантовая химия. — «Мир» и Издательство Московского университета Москва, 2001. — С. 519.[10]

## Интересные факты
- В молодости Н. Ф. Степанов профессионально занимался подводным плаванием.
- В университетском общежитии Н. Ф. Степанов жил в одном блоке с Ю. А. Овчинниковым, выдающимся советским учёным-биохимиком.